# Romance pour violon et orchestre no 2 de Beethoven
Pour les articles homonymes, voir Romance pour violon et orchestre et Beethoven (homonymie).
La Romance pour violon et orchestre no 2 en fa majeur, op. 50 de Ludwig van Beethoven (1770-1827) est un concerto romantique pour violon et orchestre symphonique, composé en 1798 et publié en 1805, un de ses plus célèbres et premiers chefs-d’œuvre.

## Historique
Né en 1770 à Bonn en actuelle Allemagne, Beethoven (âgé de 21 ans) s'installe définitivement à Vienne en Autriche en 1792, alors capitale de la musique classique occidentale. Élève entre autres de Joseph Haydn, et d'Antonio Salieri pour la composition, il termine son apprentissage et acquiert une réputation de pianiste virtuose (et de violoniste) qui dépasse rapidement Vienne. Il publie ses premières œuvres et donne son premier concert public le 29 mars 1795 pour la création de son concerto pour piano no 2, suivi avec succès d'une tournée de concerts qui le mène entre autres à Dresde, Leipzig, Nuremberg, Prague, Budapest, et Berlin...
Beethoven compose ses premiers chefs-d’œuvre (dont cette romance) à la fin des années 1790, conforté par les rentes de ses mécènes admirateurs et protecteurs de la cour de Vienne du Saint-Empire romain germanique, et influencé entre autres par ses lectures des classiques grecs, de Shakespeare, du romantisme allemand (Tempête et Passion) de Goethe et Schiller, et de l'idéalisme des Lumières et de la Révolution française, qui se répand alors en Europe.
Il décide de surmonter par la force de sa volonté ses graves et dramatiques débuts précoces d'acouphènes et de surdité (devenue totale vers 1814) en « transcendant » la musique romantique d'alors, et en célébrant dans son œuvre considérable le triomphe héroïque de ses idéaux de joie, de romantisme, et d'idéalisme... Son élève Carl Czerny d'alors dit de lui « Son improvisation était on ne peut plus brillante et étonnante ; dans quelque société qu’il se trouvât, il parvenait à produire une telle impression sur chacun de ses auditeurs qu’il arrivait fréquemment que les yeux se mouillaient de larmes, et que plusieurs éclataient en sanglots. Il y avait dans son expression quelque chose de merveilleux, indépendamment de la beauté et de l’originalité de ses idées et de la manière ingénieuse dont il les rendait... ».

## Structure
Beethoven a écrit deux romances pour violon et orchestre symphonique. La Romance Op. 50, composée en 1798 mais publiée seulement en 1805, est la première mais porte un numéro d'opus supérieur à celui de la Romance opus 40, plus récente mais publiée antérieurement à celle-ci.
Thème du violon soliste :
La romance en fa comporte un seul mouvement avec l'indication de tempo Adagio cantabile. La mesure est marquée  et l'œuvre comporte 103 mesures, avec une durée d'interprétation est d'environ 8 à 9 min.
Les deux romances pour violon de Beethoven, des années 1802-1803, constituent une importante préparation à son concerto pour violon op. 61 de 1806. Elles sont d'un caractère nettement différent, et cependant parentes comme des sœurs. La plus courte, la Romance en sol majeur, opus 40, qui est aussi la plus dramatiquement agitée, débute immédiatement par le thème viril et énergique exposé par le violon seul. L'orchestre répète chacune des deux phrases de la pensée composée de deux parties, et se sépare ensuite pour son développement. Le morceau, violonistique par excellence, se termine par un puissant crescendo. La romance en fa majeur, opus 50, maintenue dans une atmosphère plus lyrique et chantante, est équilibrée d'une manière semblable, construite sur un dialogue concertant. Il est vrai que le thème plein de sentiment est accompagné par l'orchestre dès l'entrée du soliste, et que, par la suite, la tenue plus sévère de la romance en fa majeur s'exprime nettement dans la conduite intimement coordonnée du dialogue. Le finale est caractéristique, semblant perdu comme dans un rêve. (Source : Deutsche Grammophon Gesellshaft)

## Autre concertos pour violon et orchestre
- 1802 : Romance pour violon et orchestre no 1 de Beethoven op. 40
- 1806 : Concerto pour violon de Beethoven op. 61

## Discographie
- David Oïstrakh, Karel Ancerl, Supraphon B30R 0024